# Christian Cappelen
Christian Cappelen (26. januar 1845 i Drammen – 11. maj 1916 i Kristiania) var en norsk orgelvirtuos.
Efter at have fået den første undervisning på hjemstedet rejste han 1860 til Leipzig, hvor han ved det derværende konservatorium studerede i 3 år – hovedsagelig klaverspil og komposition. Efter endt studietid tog han ophold i Kristiania, hvor han optrådte som pianist sammen med Ole Bull i det filharmoniske selskab. 
I marts 1868 ansattes han som organist i Drammen, først ved Strømsø Kirke, senere ved Bragernæs Kirke. Med undtagelse af, at han 1875 med offentlig stipendium atter besøgte Leipzig, Dresden og Berlin, var Cappeln i næsten 20 år knyttet til den nævnte by, hvor han både som lærer, dirigent og koncertgiver har udfoldet megen virksomhed og bidraget til at vække sansen for musik. 
I december 1887 udnævntes han til organist i Vor Frelsers Kirke i Kristiania og ansattes 2 år senere som lærer i messe- og kirkesang ved det praktisk teologiske seminarium. Cappelen, der har givet orgelkoncerter i næsten samtlige norske byer, var en særdeles fremragende orgelspiller, der med en ufejlbar teknik forenede den intelligente og kundskabsrige musikers fine smag.
Af kompositioner (28 op.) har han udgivet klaverstykker, solosange, korsange, hvoraf nogle gejstlige er opført i de berømte Motette-Koncerter i Thomaskirken i Leipzig, samt en række orgelkompositioner, præludier, postludier og fantasier. Endelig foreligger en kantate for soli, kor og orkester komponeret til åbningsfesten ved Industriudstillingen i Drammen 1873, samt en kantate til Diakonissesagens 25. års-fest i Kristiania 1894.